# Influenza austriaca nella moda militare

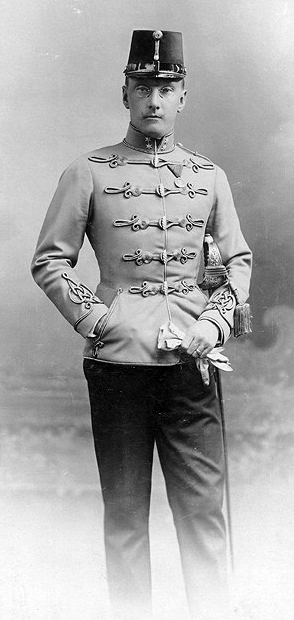
Oberleutnant Hermann Fenz, ussaro austriaco - 1905.

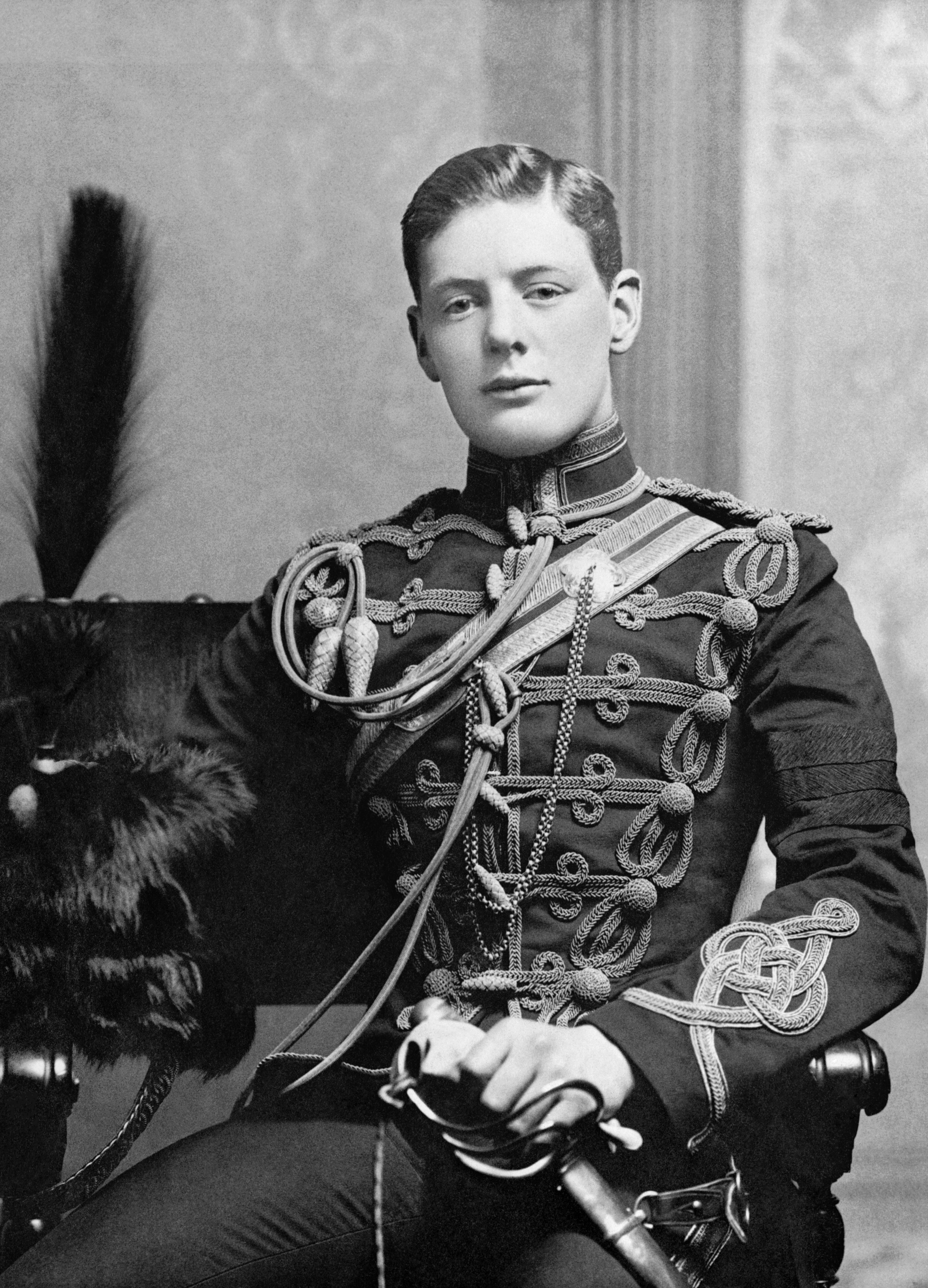
Winston Churchill in uniforme da ussaro del 4th Queen's Own Hussars - 1895.

L'esercito dell'Impero austro-ungarico, fra XVIII e XX secolo, ebbe significativa influenza sulla moda militare di tutta l'Europa, ivi compreso l'Impero russo, e, indirettamente, degli Stati Uniti d'America. Dettagli ed uniformi in uso alle truppe imperiali fornirono notevole ispirazione per il vestiario dei militari di altri stati tanto che alcuni di questi elementi sono ad oggi ancora presenti.

## Storia
Le prime uniformi austriache a dettare moda in Europa furono quelle degli ussari. Questo tipo di cavalleria leggera, originatosi nel Regno d'Ungheria durante il XV secolo, era caratterizzato, nel XVIII secolo, da uniformi riccamente decorate da trecciole di lana (alamari) e passamaneria varia spesso irrobustita da filo metallico policromo, pare con la presunta funzione di proteggere il cavaliere dalle sciabolate degli avversari. Diffusisi in tutti gli eserciti d'Europa durante il Settecento, gli ussari si rifecero sempre alla moda austro-ungarica per ciò che concerne le uniformi, fossero essi cavalieri del Regno di Francia, del Regno di Prussia o dell'Impero russo.
In Francia ed in Gran Bretagna, reparti di cavalleria (es. artiglieria a cavallo) o corpi ibridi di fanteria-cavalleria (cacciatori a piedi e a cavallo, dragoni, ecc.) furono dotati di uniformi simili a quelle degli ussari.

## Dettagli
I primi capi di vestiario ad essere imitati furono, nel Settecento, gli elementi costitutivi della divisa da ussaro:
- L'attila o dolman, il corto giacchino finemente decorato, sia nelle versioni invernale, foderata di pelliccia, che nella versione estiva;
- lo sciaccò, originariamente un tubo di feltro senza visiera, facile da produrre e da sostituire;
- la sabretache, una particolarissima giberna dalle lunghe corregge che si portava appesa alla cintura, come la sciabola da cui prende il nome.

Successivamente fu imitata la kuksma, un distintivo berretto in pelliccia, versione più bassa e floscia del colbacco militare, dotata di una falda laterale di stoffa, spesso spiovente da un lato.
Nell'Ottocento la bustina, nelle versioni di fanteria e cavalleria, fu copiata dai maggiori paesi europei che adottarono questi pratici e poco costosi effetti di vestiario per le uniformi di servizio o da fatica dei propri militari.
- La bustina di fanteria era un semplice berretto a soffietto, di derivazione forse croata, le cui falde esterne potevano abbassarsi, così da formare una visiera, ovvero un coprinuca.
- La bustina di cavalleria, più elaborata, era munita di una visierina di stoffa e di una falda allacciabile tramite due bottoni, che, se spiegata, trasformava il copricapo in una sorta di passamontagna.

Il primo modello fu adottato dai serbi e da questi nella prima guerra mondiale, passò ai russi e agli americani che ancor oggi mantengono delle versioni assai simili all'originale modello austriaco. Il secondo modello fu adottato dagli inglesi e per il loro tramite si diffuse nel mondo anglosassone, soprattutto fra i reparti dell'aviazione, in una versione semplificata. Questo modello fu di ispirazione al berretto da fatica della seconda metà dell'Ottocento, che sostituì la precedente bustina nello stesso esercito austro-ungarico, munito di visiera di cuoio o di stoffa, ovvero privo, divenne di uso universale, estendendosi anche alle truppe da montagna dell'esercito imperiale tedesco. Nella seconda guerra mondiale esso costituì il modello per il berretto da campo di tutte le truppe di terra tedesche ed è ancora in uso in foggia simile all'originale.
Nel primo Ottocento, quale copricapo di servizio degli ufficiali, l'impero austriaco adottò un berretto a visiera di foggia semplificata denominato kappi. Si trattava di un basso copricapo a forma troncoconica che aveva lo scopo di risparmiare gli elaborati copricapi da parata nell'attività giornaliera. Esso con il nome di kepì costituì il modello prescelto dai francesi, quando, nelle prime campagne d'Africa contro l'Algeria equipaggiarono i militari di divise più semplici ed adatte al clima del nordafrica.